# Roscoe Bartlett
Roscoe Gardner Bartlett (Moorland, 3 giugno 1926) è un politico statunitense, membro della Camera dei Rappresentanti per lo stato del Maryland dal 1993 al 2013.

## Biografia
Nato nel Kentucky, dopo gli studi Bartlett divenne professore universitario.
Entrato in politica con il Partito Repubblicano, nel 1980 tentò l'elezione al Senato ma arrivò solo quarto nelle primarie. Due anni dopo Bartlett ottenne la nomination repubblicana per un seggio alla Camera dei Rappresentanti, sfidando la democratica in carica Beverly Byron. Alla fine però la Byron venne rieletta con il 74% delle preferenze.
Dieci anni dopo Bartlett ci riprovò e riuscì nuovamente a vincere le primarie repubblicane, al contrario della Byron che venne superata da un avversario più liberale. Nelle elezioni generali Bartlett prevalse e venne eletto al Congresso.
Negli anni seguenti Bartlett venne sempre rieletto con un buon margine di scarto. Nel 2011 il suo distretto congressuale venne ridefinito, quindi la sua composizione cambiò in favore di un elettorato più vicino al Partito Democratico. Ciononostante Bartlett richiese un altro mandato e nelle elezioni di novembre 2012 venne sconfitto dall'avversario democratico John K. Delaney, essendo così costretto a lasciare la Camera dopo vent'anni di servizio.
Roscoe Bartlett è giudicato un repubblicano piuttosto conservatore ed è un sostenitore del Tea Party.